# Плевродонтные зубы
Плевродонтный тип прикрепления зубов — тип прикрепления зубов у рептилий, при котором зубы прирастают одним боком к внутренней поверхности челюстных костей. При этом выпавший или сломанный зуб заменяется новым, вырастающим под или рядом со старым.
Плевродонтные зубы характерны для большинства ящериц, например игуановых, гекконов, сцинкообразных, веретеницевых, варанов.